# Muricella perramosa
Muricella perramosa is een zachte koraalsoort uit de familie Acanthogorgiidae. De koraalsoort komt uit het geslacht Muricella. Muricella perramosa werd in 1882 voor het eerst wetenschappelijk beschreven door Ridley. 